# روبين هينكينس
روبين هينكينس (12 سبتمبر 1988 بهاسلت في بلجيكا - ) هو لاعب كرة قدم بلجيكي في مركز الوسط. لعب مع فاسلاند بيفيرين وكيه في ميخيلين ونادي جينك ونادي فيسترلو ولوميل يونايتد.

## وصلات خارجية
- روبين هينكينس على موقع قاعدة بيانات كرة القدم.إي يو (الإنجليزية)
- روبين هينكينس على موقع Soccerbase.com (لاعب) (الإنجليزية)
- روبين هينكينس على موقع Soccerway.com (الإنجليزية)